# Solanum chenopodioides
Solanum chenopodioides é uma espécie de planta com flor pertencente à família Solanaceae. 
A autoridade científica da espécie é Lam., tendo sido publicada em Tableau Encyclopédique et Methodique, Botanique 2: 18. 1794.

## Portugal
Trata-se de uma espécie presente no território português, nomeadamente em Portugal Continental e no Arquipélago dos Açores.
Em termos de naturalidade é introduzida nas duas regiões atrás indicadas.

## Protecção
Não se encontra protegida por legislação portuguesa ou da Comunidade Europeia.